# Кирсанов, Кирилл Владимирович
Кирилл Владимирович Кирсанов (род. 19 сентября 2002, Тверь) — российский хоккеист, защитник.

## Биография
Воспитанник команды «Тверские тигры». С сезона 2017/18 играл за юношеские команды подольского «Витязя». Перед сезоном 2019/20 перешёл в систему СКА. В КХЛ дебютировал 23 сентября 2020 года в матче СКА — «Сибирь» (1:4).
На драфте НХЛ 2021 года был выбран под № 84 в третьем раунде клубом «Лос-Анджелес Кингз».
29 апреля 2023 года был обменян в подмосковный «Витязь». В октябре 2023 года «Торпедо» выменяло Кирсанова, отдав взамен Дарьина и Воробьева.